# حسین کاظم‌زاده ایرانشهر

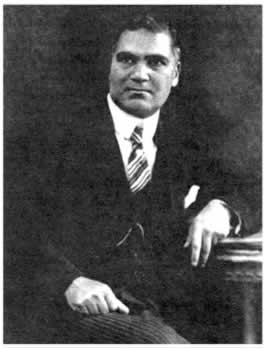
حسین کاظم‌زاده ایرانشهر در برلین

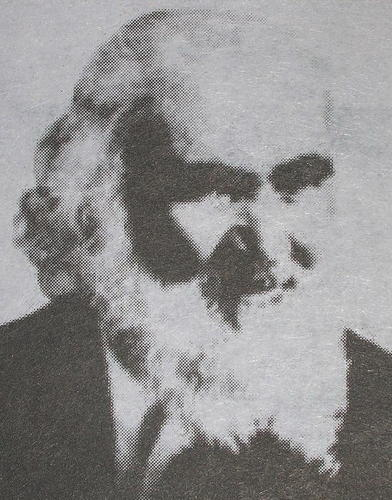
حسین کاظم‌زاده در سوییس

حسین کاظم‌زاده ایرانشهر (۲۰ دی ۱۲۶۲ در تبریز - ۲۷ اسفند ۱۳۴۰ در سوئیس) معروف به ایرانشهر دیپلمات، ژورنالیست، نویسنده ملی‌گرای سرسخت ایرانی فعال در جنگ جهانی اول، نویسنده و مترجم پرکار در موضوعات سیاسی، مذهبی و آموزشی و ناشر مجله مجله ایرانشهر می‌باشد.

## زندگی
حسین فرزند حاج میرزا کاظم، از پزشکان نامدار تبریز، در شهر تبریز چشم به جهان گشود. او در کودکی پدر و مادر خود را از دست داد و توسط برادر بزرگترش پرورش یافت. وی تحصیلات ابتدایی خود را در دو مکتب‌خانه در مساجد نزدیک گذراند که در آن از رویکرد نوین در تدریس دروس سنتی استفاده می‌شد. و سپس در سال ۱۲۷۷ خورشیدی تحصیلات متوسطه خود را در مدرسه کمال که اخیراً بنیانگذاری شده بود و بر اساس الگوی مدارس در اروپا اداره می‌شد آغاز کرد. در اینجا زبان فرانسه را آموخت و پس از یک سال وظیفه تدریس کلاس تقویتی را به عهده گرفت. او بعداً به عنوان حسابدار و کتابدار مدرسه منصوب شد، در حالی که او به عنوان معاون سردبیر ماهنامه مدرسه کمال خدمت می‌کرد.
او در آغاز با نام میرزا حسین شناخته شد و زمانی که نام خانوادگی در ۱۳۱۳ خورشیدی اجباری شد، نام کاظم‌زاده را به خود گرفت. پس از انتشار نشریه ایرانشهر بود که به کاظم‌زاده ایرانشهر معروف گردید.
وی در استانبول انجمنی مخفی به نام «انجمن برادران ایرانی» را برای پیشبرد جنبش مشروطه پایه‌گذاری کرد. ایرانشهر از سال ۱۳۱۵ خورشیدی در روستای دگرسهایم ایالت سنت گالن سوییس به نوشتن و نگارش کتاب‌های گوناگون همت گماشت.
شهرت وی به «ایرانشهر»، به‌ دلیل انتشار مجله‌ای به همین نام بین سال‌های ۱۳۰۱ تا ۱۳۰۶ خورشیدی است. وی برادر دمکرات معروف، دکتر زین‌العابدین است. او مدتی دیپلمات سفارت ایران در لندن بود.
کاظم‌زاده در برلین با همکاری ابراهیم پورداوود و چند تن دیگر مجلهٔ ایرانشهر را منتشر می‌کرد. شمارهٔ نخست این مجله در ۲۶ ژوئن ۱۹۲۲ در ۱۶ صفحه انتشار یافت.
کاظم‌زاده در اواخر عمر در سوییس به مسایل باطنی روی آورد و به نوشته شهبازی به سمت انجمن تئوسوفی گرایش پیدا کرد.
وی در سال ۱۹۵۵ میلادی کاندیدای دریافت جایزه صلح نوبل گردید اما موفق به دریافت آن نشد.

## آثار
- اصول اساسی فن تربیت
- راه نو در سیر نژاد نو
- راه نو در تعلیم وتربیت
- رهبر نژاد نو
- شرح زندگانی زرتشت
- شرح زندگانی پیامبر اسلام
- شرح حال و آثار مولانا

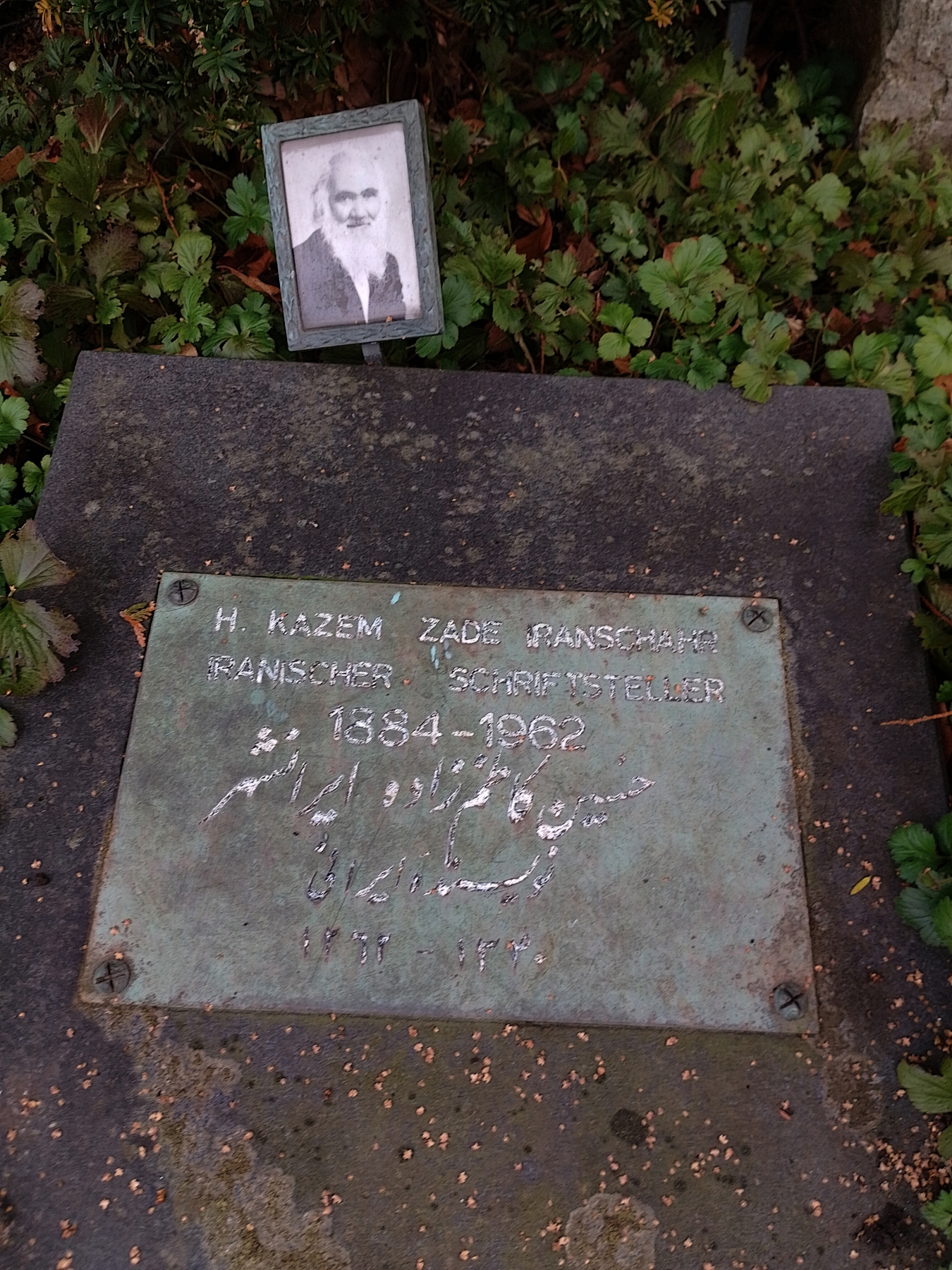
مدفن حسین کاظم‌زاده در گورستان هریزاو

- اسرار هبوط آدم و حوا و قصه بهشت و کیمیای حقیقی
- مناجات باطنی
- علل دردهای جسمانی
- تداوی روحی